# Administrator operacijskega sistema
Administrator operacijskega sistema ali sistemski skrbnik upravlja operacijski sistem.
Administratorji nameščajo programe in spreminjajo nastavitve, ki so pomembne za delovanje računalnika. Uporabnikom podelijo le nekatere pravice, kot so uporaba in zapisovanje vsebine na prenosljive medije CD. Tak način upravljanja sistema, je varnejši, ker navadni uporabnik ne more izbrisati pomembnih datotek, ki omogočajo delovanje računalnika. V distribucijah operacijskega sistema Linux ima le administrator dovoljenje za spreminjanje vsebine korenske mape, razen če v nastavitveni datoteki programa sudo doda dovoljene ukaze.